# Andrómaca (obra)

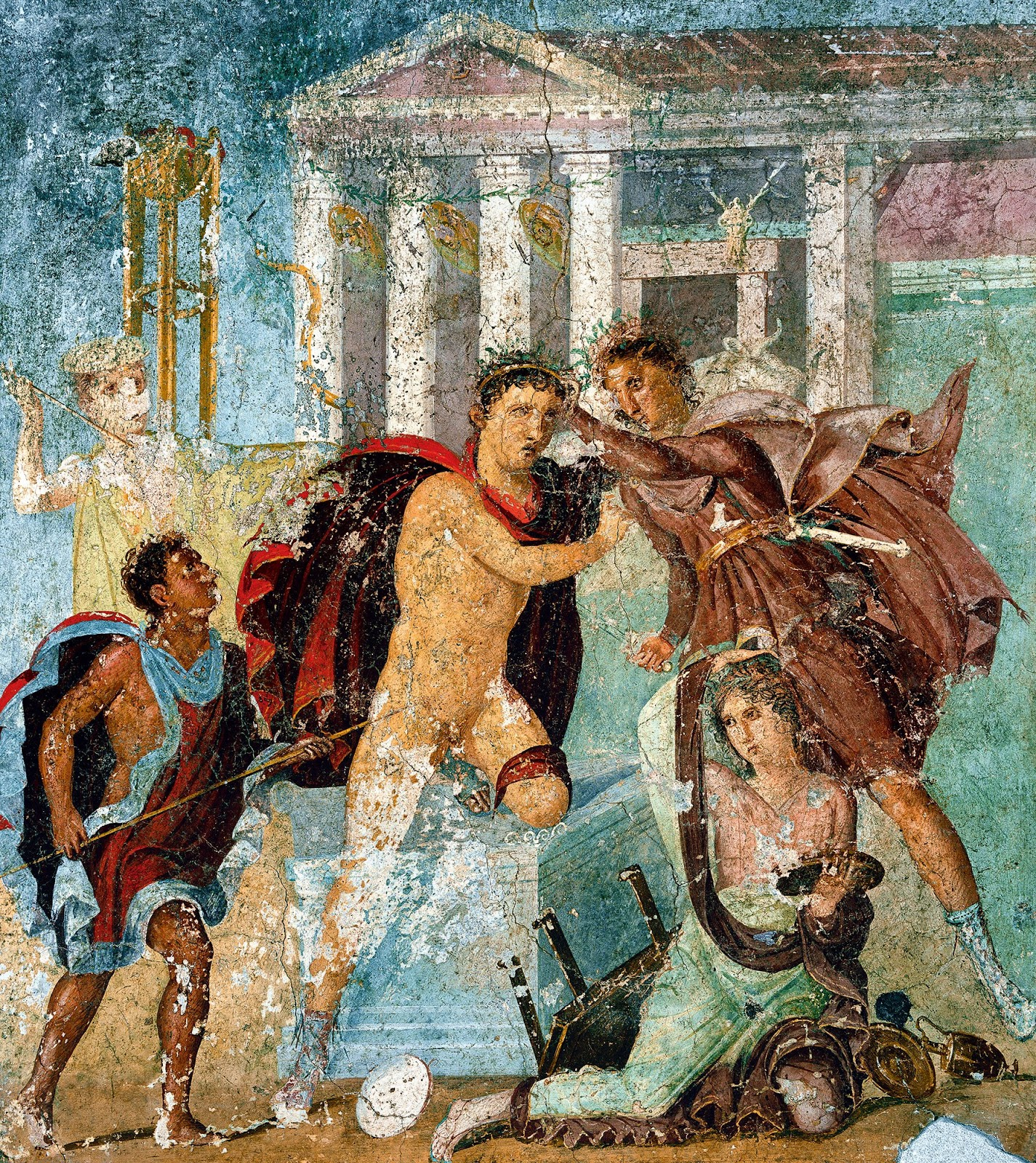
Representación en un fresco del triclinio de invierno de la casa de Marco Lucrecio Frontón (Pompeya) de una escena de Andrómaca, de Eurípides: la muerte de Neoptólemo; la que está arrodillada es Hermíone.

Andrómaca (Ανδρομάχη) es el título de una tragedia de Eurípides datada ca. 425 a. C.

## Personajes
- ANDRÓMACA: viuda de Héctor, y esclava de Neoptólemo, con el que tiene un hijo.

- HERMÍONE: hija de Menelao y esposa de Neoptólemo.

- MENELAO: rey de Esparta, esposo de Helena y hermano de Agamenón.

- MOLOSO: hijo de Andrómaca y Neoptólemo.

- PELEO: padre de Aquiles y abuelo de Neoptólemo.

- La NODRIZA.

- ORESTES: hijo de Agamenón.

- Un MENSAJERO.

- TETIS: nereida, madre de Aquiles y abuela de Neoptólemo.

- Una ESCLAVA.

- Coro de MUJERES.

## Argumento

### Marco de la historia
Después del saqueo de Troya, Andrómaca, viuda de Héctor, fue conducida a la ciudad de Ptía y tomada como esclava por Neoptólemo, el hijo de Aquiles. La cautiva ha tenido un hijo con su amo, que después se ha casado con Hermíone. 
Neoptólemo ha ido a Delfos para tratar de ganarse el favor del dios Apolo. Mientras, Hermíone y su padre, Menelao, quieren la muerte de Andrómaca y su hijo. Andrómaca, tras haber enviado a su hijo en secreto a otro lugar, se ha refugiado en el santuario de Tetis intentando protegerse.

### Conversaciones en el recinto sagrado
Una esclava informa a Andrómaca de que su hijo corre peligro: Menelao ha partido con la intención de encontrarlo y matarlo. Andrómaca envía entonces por medio de su esclava un mensaje al anciano rey Peleo, abuelo de Neoptólemo.
En ese momento, llega Hermíone y acusa a Andrómaca de ser la responsable de su esterilidad y ser por ello odiada por su marido. Andrómaca replica que el odio que le tiene no es porque haya empleado droga para esterilizarla, sino por el orgullo de ella y por sus celos. Hermíone, dispuesta a matarla, la insta a salir del recinto sagrado, pero Andrómaca se niega. Poco después aparece Menelao con el hijo de Andrómaca, y le dice que lo matará si no abandona ella el recinto sagrado. Andrómaca replica que si él y su hija cometen un crimen, serán juzgados, y que además Neoptólemo se vengará de ellos.
Por fin, Andrómaca abandona el recinto sagrado y es tomada prisionera por Menelao, que le dice que será degollada y que de la suerte de su hijo será Hermíone quien decida.

### Intervención de Peleo
El anciano Peleo llega en ese momento y trata de impedir la muerte de Andrómaca y su hijo. Discute con Menelao y le reprocha la decisión que tomó de tratar de recuperar a Helena y la cobardía que luego mostró en Troya. Menelao responde a Peleo que él también debería odiar a Andrómaca por ser pariente del que mató a su hijo Aquiles, que sería deshonroso que, de no tener hijos Hermíone, haya de reinar el de una extranjera, y que Helena no se fue por su propia voluntad, sino por voluntad de los dioses.
Peleo se dispone a desatar las manos de Andrómaca. Menelao no se atreve a impedirlo y anuncia que debe regresar a Esparta, pero que volverá para exigir que Andrómaca sea castigada.

### Aparición de Orestes
Hermíone, tras la marcha de su padre y previendo que cuando Neoptólemo regrese la repudiará por haber tratado de matar a Andrómaca y a su hijo, intenta suicidarse, pero lo impiden los siervos.
Llega Orestes, que se dirigía al oráculo de Dódona, y al pasar por Ptía busca noticias de Hermíone, que había sido prometida a él antes de que Menelao cambiase de opinión y la ofreciese a Neoptólemo.
Hermíone le suplica que la proteja para así poder escapar con él de vuelta a Esparta. Orestes accede a ello y además idea un plan para matar a Neoptólemo.

### Muerte de Neoptólemo
Un mensajero informa al anciano Peleo de que a su nieto Neoptólemo lo han matado hombres de Delfos y Orestes, que había ido diciendo a la población de Delfos que Neoptólemo se disponía a destruir el templo de Apolo, y no creyeron a Neoptólemo cuando dijo a los adivinos que llegaba en misión piadosa, y fue lapidado y acuchillado.
Por último llega Tetis, que fue esposa de Peleo, y ordena a éste que entierre a su nieto en Delfos. Además dispone que Andrómaca se case con Héleno, hijo de Príamo, y que viva en Molosia junto con su hijo, y anuncia a Peleo que cuando muera habitará a su lado en el fondo del mar.